# Paulo Autuori
Paulo Autuori (født 25. august 1956) er en tidligere brasiliansk fodboldspiller og træner.